# Faith Ford

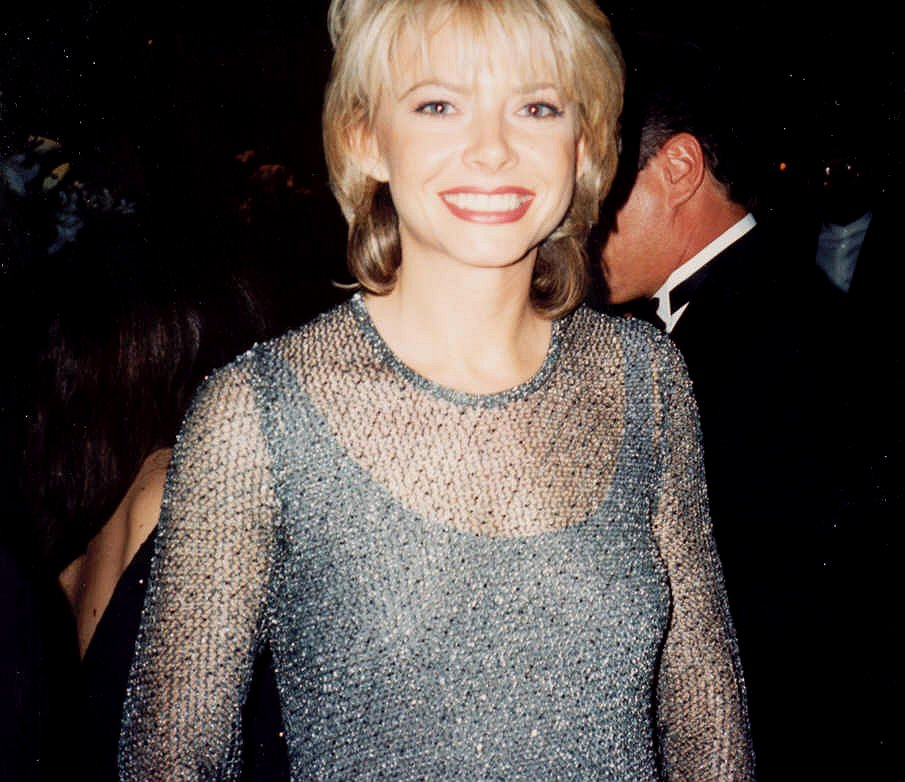
Faith Ford ai Premi Emmy 1994

Faith Alexis Ford (Alexandria, 14 settembre 1964) è un'attrice statunitense, meglio conosciuta per il suo ruolo di Hope Shanowski in Hope & Faith.

## Biografia
Nata ad Alexandria, Ford visse l'infanzia a Pineville e divenne un'attrice mentre frequentava la Pineville High School. Si trasferì a New York all'età di 17 anni e, diventata modella, trovò un lavoro come commerciante.
Nel 1983, Ford ottenne il suo primo ruolo televisivo in Una vita da vivere dell'ABC ,il suo primo ingaggio importante in una soap opera della NBC nella serie televisiva Destini, dove interpretava Julia Shearer (ruolo precedentemente interpretato da Kyra Sedgwick) per molti anni.
Ford è stata sposata con Robert Nottingham dal 1989 al 1996 e dal 1998 è sposata con il suo personal trainer Campion Murphy.
Ford è stata protagonista insieme a Kelly Ripa nella serie televisiva Hope & Faith, dove interpretano due sorelle; la sitcom ha prodotto tre stagioni. È stata poi annullata dalla ABC nel maggio del 2006 in seguito ad un declino degli ascolti dagli originari 9 milioni ai circa 4,8 dell'ultima serie.
Nel 2004, ha pubblicato un suo personale libro di cucina, Cucina con Faith, in cui ringrazia la madre e le due nonne per averle insegnato a cucinare. La Ford ha inoltre interpretato la madre in una famiglia in cui il padre era morto, in un film con soggetto originale della Disney Missione tata, distribuito all'inizio del 2005. Nel 2007 ha preso parte alla sitcom Carpoolers.

## Filmografia

### Cinema
- Ehi, dici a me? (You Talkin' to Me?), regia di Charles Winkler (1987)
- Genitori cercasi (North), regia di Rob Reiner (1994)
- Stazione Erebus (Sometimes They Come Back... for More), regia di Daniel Zelik Berk (1998) (home video)
- Beethoven 5 (Beethoven's 5th), regia di Mark Griffiths (2003) (home video)
- Missione tata (The Pacifier), regia di Adam Shankman (2005)
- Prom - Ballo di fine anno (Prom), regia di Joe Nussbaum (2011)
- Un fantasma in casa (We Have a Ghost), regia di Christopher Landon (2023)

### Televisione
- Una vita da vivere (One Life to Live) – serial TV, 1 puntata (1983)
- Destini (Another World) – serial TV, 17 puntate (1983-1984)
- Hardcastle & McCormick (Hardcastle and McCormick) – serie TV, episodio 3x05 (1985)
- Webster – serie TV, episodio 3x21 (1986)
- New York New York (Cagney & Lacey) – serie TV, episodio 6x08 (1986)
- Se è martedì allora siamo in Belgio (If It's Tuesday, It Still Must Be Belgium) – film TV (1987)
- In famiglia e con gli amici (Thirtysomething) – serie TV, 5 episodi (1987-1988)
- Murphy Brown – serie TV, 258 episodi (1988-2018)
- La signora in giallo (Murder, She Wrote) – serie TV, episodio 6x12 (1990)
- Beverly Hills 90210 (Beverly Hills, 90210) – serie TV, episodio 3x03 (1992)
- Finché morte non vi separi (Poisoned by Love: The Kern County Murders) – film TV (1993)
- Quel pasticcione di papà (Something Wilder) – serie TV, episodio 1x12 (1995)
- I Griffin  – serie TV animata, episodi 2x08-2x11 (2000) - voce
- Mamma in sciopero (Mom's on Strike) – film TV (2002)
- Hope & Faith – serie TV, 74 episodi (2003-2006)
- Carpoolers – serie TV, 13 episodi (2007-2008)
- Una nuova fidanzata per papà (A Kiss at Midnight), regia di Bradford May (2008)
- Criminal Minds – serie TV, episodio 4x11 (2008)
- Le ragazze del Campus (Sorority Wars) – film TV (2009)
- My Name Is Earl – serie TV, episodio 4x14 (2009)
- Due case per Natale (Trading Christmas), regia di Michael M. Scott – film TV (2010)
- The Middle – serie TV, episodio 7x08 (2015)

## Doppiatrici italiane
Nelle versioni in italiano delle opere in cui ha recitato, Faith Ford è stata doppiata da:
- Alessandra Korompay in Criminal Minds, The Middle
- Roberta Greganti in Missione tata
- Giò-Giò Rapattoni in Un fantasma in casa
- Susanna Fassetta in Murphy Brown